# Storkow (Mark)
Storkow (Mark) (dolnołuż. Storkow) – miasto w Niemczech, w kraju związkowym Brandenburgia, w powiecie Oder-Spree. W 2008 liczyło 9 268 mieszkańców.

## Historia
Najstarsza znana wzmianka o miejscowości pochodzi z 1209. W XIV w. wraz z Łużycami Dolnymi włączona została do Korony Czeskiej, administrowana była jako lenno przez różne rody magnackie i książęce. W 1518 została zakupiona przez biskupa lubuskiego, pozostając formalnie lennem Czech. Mieścił się tu zamek biskupi. W 1575 król Czech Maksymilian II Habsburg przekazał miasto w lenno Elektoratowi Brandenburgii, a w 1598 diecezja lubuska została zamknięta. Miasto pozostawało lennem czeskim do 1742. Od 1871 w składzie Niemiec. W latach 1949–1990 część NRD.

## Zabytki
- Zamek biskupów lubuskich(inne języki)
- Kościół farny, gotycki
- Gmach poczty z lat 1893-94
- Ratusz z lat 1896-97
- Pałac myśliwski Hubertushöhe z lat 1899-1900
- Dworzec kolejowy z 1898
- Kamień milowy z XIX w.
- Cmentarz żydowski, sięgający XIX w.

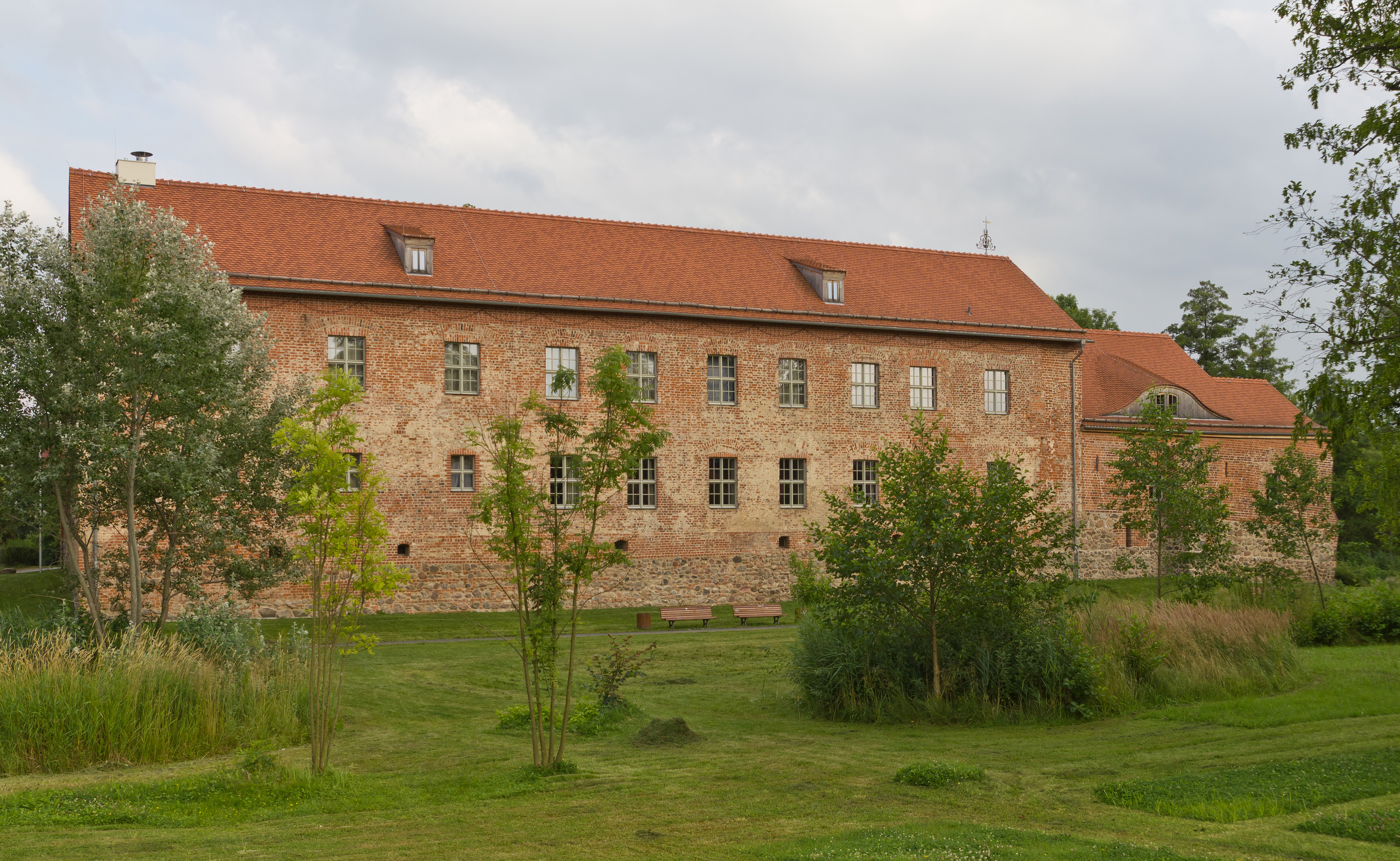
Zamek biskupów lubuskich
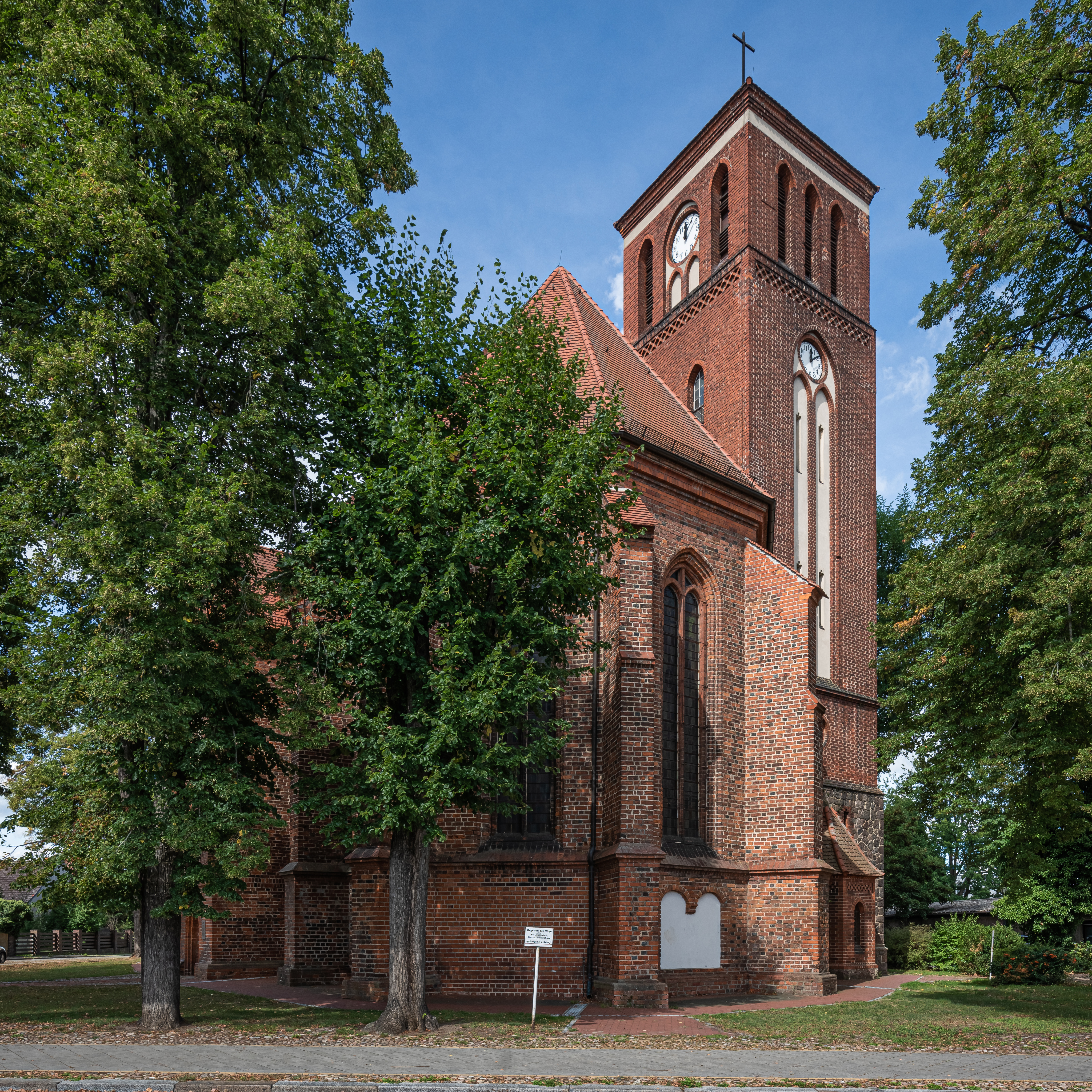
Kościół farny
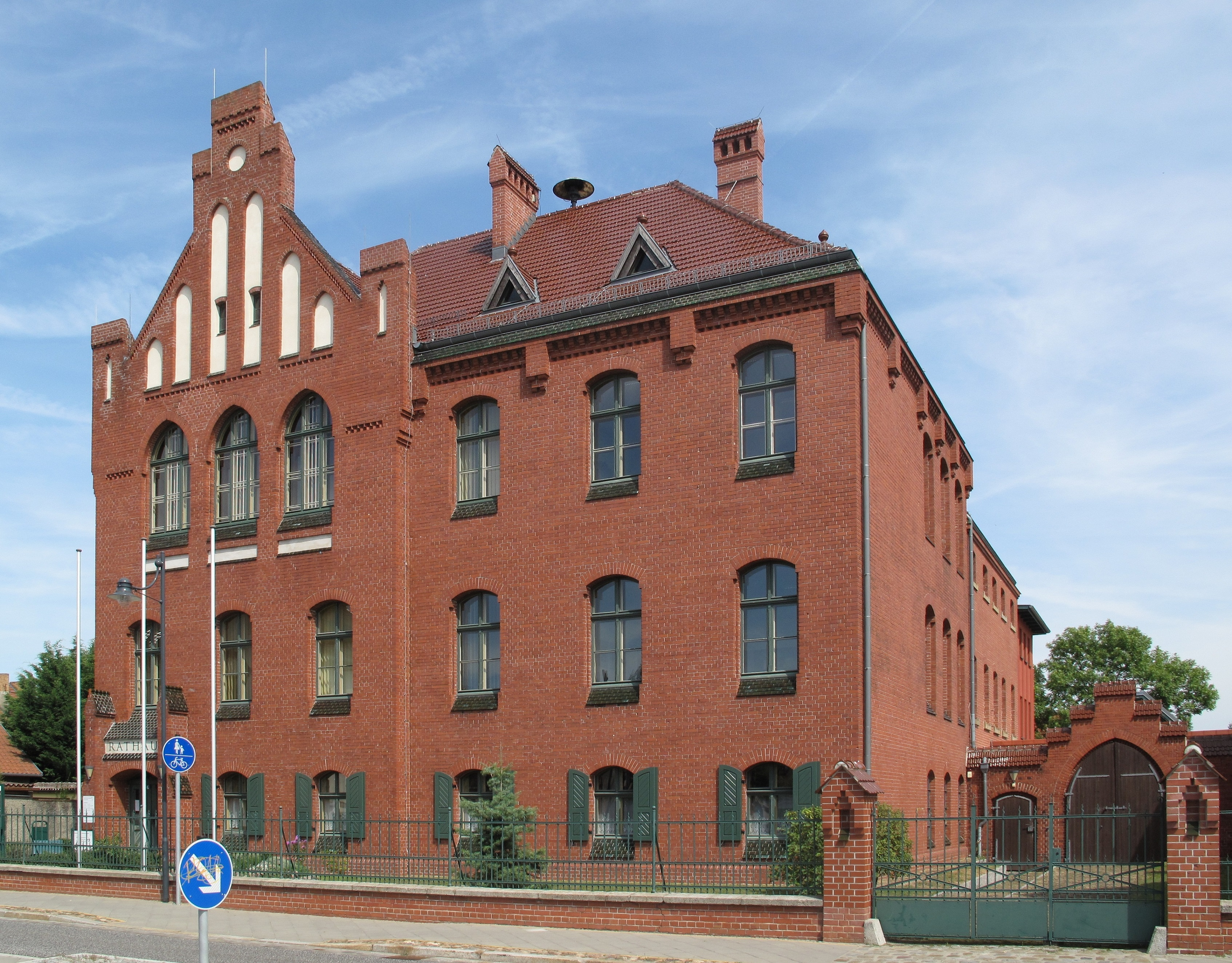
Ratusz
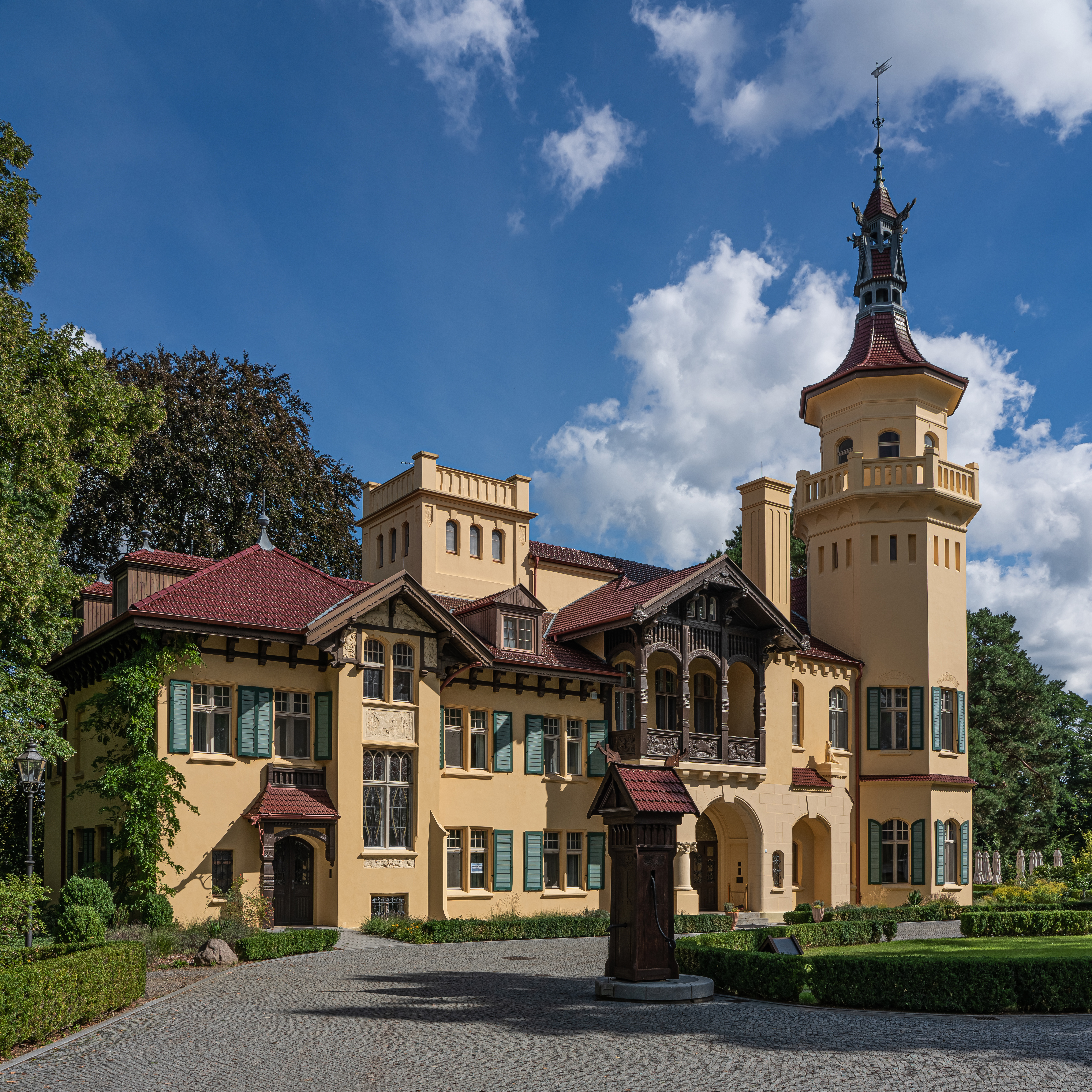
Pałac myśliwski

## Demografia
Zmiany populacji miasta od 1875 do 2017 roku:

Najwyższą populację miasto osiągnęło w 1989 – liczyło wówczas 9730 mieszkańców.

## Współpraca międzynarodowa
- Opalenica